# ホセ・アルベルト
ホセ・アルベルト（José Alberto、本名：ホセ・アルベルト・フスティニアノ（José Alberto Justiniano）、1958年12月22日 - ）は、ドミニカ共和国サントドミンゴ生まれのサルサ歌手。
ホセ・アルベルトは7歳の時に家族とともにプエルトリコに移り、ラテン音楽に傾倒してLas Antillas Military Academyで歌唱力を磨いた。
彼は1970年代初めにニューヨークへ移住し、いくつかの楽団で歌った。1977年10月に、「ティピカ73」のバンドリーダーとして一躍国際的な注目を浴びた。
1983年には自身のバンドを始め、1984年のソロデビュー曲「Noches Calientes」のリリースでラテン音楽界の大スターとなった。
彼の1991年のアルバム「Dance With Me」では、いわゆる「サルサ・ロマンティカ」と呼ばれるサルサの新しいスタイルを確立した。「Sueno Contigo」といったヒットで、彼の歌声は広く知られた。特に彼のフルートを吹いているかのような口笛の技術に卓越し、「El Canario(カナリア)」のニックネームで呼ばれている。
アメリカ合衆国とヨーロッパ、特に母国のドミニカ共和国、プエルトリコ、ペルー、ベネズエラ、パナマ、エクアドルなど、ラテン・アメリカ諸国で人気がある。

## 参照
- Descarga
- José "El Canario" Alberto - Allmusic